# Ralph Diseviscourt
Ralph Diseviscourt (* 3. Juli 1976 in Wiltz, Luxemburg) ist ein luxemburgischer Extremsport- und Radsportler. Zudem hielt er von Juli 2020 bis Juli 2021 den 24-Stunden-Weltrekord im Radfahren.

## Werdegang
Im Alter von 27 Jahren begann Ralph Diseviscourt mit dem Radsport.
Er erhielt eine Lizenz beim Radfahrclub LC Kayl und war fortan im Amateurbereich des luxemburgischen Radsports zu finden. Diseviscourt gewann einige Radrennen im In- und Ausland. Im Jahr 2009 siegte er bei der nationalen Meisterschaft im Einzelzeitfahren in der Kategorie Elite ohne Kontrakt. Außerdem belegte er den zweiten Platz im Straßenrennen. Bis auf 2013 konnte Diseviscourt in den fünf darauffolgenden Jahren seinen Titel im Einzelzeitfahren verteidigen. Im Jahr 2012 beendete er die Flèche du Sud auf dem 33. Platz. Somit war Diseviscourt der beste Fahrer des FSCL-Teams.
2013 gehörte er zum Aufgebot der luxemburgischen Radfahrer bei den Spielen der kleinen Staaten von Europa in Luxemburg. Dort verpasste er mit dem vierten Platz beim Zeitfahren nur knapp eine Medaille. Im selben Jahr nahm er an der Luxemburg-Rundfahrt teil und gehörte erneut zum Aufgebot des luxemburgischen Nationalkaders.

### Fokus auf den Extremsport seit 2011
2011 fuhr Ralph Diseviscourt sein erstes extremes Radrennen.
Bei der Tour du Mont-Blanc müssen die Teilnehmer 335 km und über 8100 hm absolvieren, verteilt auf sieben Gipfeln rund um den Mont Blanc. Diseviscourt belegte bei seiner ersten Teilnahme den ersten Platz. Im darauffolgenden Jahr konnte er diesen Erfolg wiederholen. 2013 und 2014 beendete er das Rennen auf dem zweiten Platz.
Diseviscourt spezialisierte sich danach auf diese Art von Rennen. So nahm er 2014 zum ersten Mal am „Raid Provence Extrême“ (RPE) teil, ein 590 km langes Radrennen mit über 10000 hm, welches quer durch die Provence (Frankreich) führt. Diseviscourt lag lange Zeit in Führung, als er in der Nacht mit einem Wildschwein kollidierte und den ersten Platz an Omar di Felice abgeben musste. Im Ziel trennten die beiden nur fünf Minuten.
Im selben Jahr nahm er am Race Across the Dolomits, der Dolomitica, teil. Das 585 km lange Rennen führte über 15 Pässe und ließ die Teilnehmer über 16000 hm absolvieren. Diseviscourt gewann das Rennen und qualifizierte sich dadurch für das Race Across America.
Das Jahr 2015 stand ganz im Zeichen der Vorbereitung auf das Race Across America. Freunde und Verwandte schlossen sich zum „Team Dizzy“ zusammen und begleiteten fortan Ralph bei seinen Rennen. Im Mai gewann Diseviscourt so mit großem Vorsprung den Raid Provence Extrême. Im Juni nahm er erstmals am Eintagsrennen Race Across The Alps (RATA) teil und belegte den dritten Platz.
Im August 2015 fuhr Diseviscourt zusammen mit seinem vierköpfigen Team die Tortour, auch „Race around Switzerland“ genannt. Bei diesem Nonstop-Radrennen müssen die Teilnehmer rund 1000 km und 14500 hm absolvieren. Bei regnerischen Wetterbedingungen, welche Diseviscourt entgegenkamen, beendete er nach 36:51:22 h das Rennen ungefährdet auf dem ersten Platz.
Im Juli 2016 startete er schließlich beim Race Across America, welches in 4940 km von der amerikanischen West- zur Ostküste führt. Diseviscourt erreichte bei seiner ersten Teilnahme den 4. Platz, mit einer Zeit von 10 Tagen, 18 Stunden und 19 Minuten. Kurz darauf trat er als Vorjahressieger erneut bei der Tortour an, wo er sich jedoch dem Schweizer Lionel Poggio geschlagen geben musste.
Nach einem dritten Platz bei seiner Erstteilnahme am Race Around Slovenia, gelang ihm im Jahr 2017 ebenfalls ein zweiter Platz beim Race Around Austria.
Das Jahr 2018 startete Diseviscourt mit einem erneuten Sieg beim Race Across Italy. Am 22. Juni 2018 kam er als zweiter über die Linie beim Race Across America: Er brauchte für die 4.935 km 9 Tage, 12 Stunden und 33 Minuten, und war somit zweiter hinter Christoph Strasser (8 Tage, 1 Stunde und 23 Minuten). Die Saison schloss er mit einem Sieg bei der 10. Ausgabe der Tortour ab.
Im selben Jahr wurde er von der Luxemburger Sportpresse zum Ultrasportler des Jahres gewählt. Da es diese Kategorie vorher noch nicht gab ist Diseviscourt der erste Sportler, der diesen Preis entgegennehmen konnte.
Am 11. Juli 2021 trat Diseviscourt zum Versuch an, den 24-Stunden-Weltrekord im Radfahren zu brechen. Die bisherige offizielle Bestmarke des Australiers Mich Anderson (894,35 Kilometer) überbot Diseviscourt mit 915,39 Kilometern. Somit fuhr er über die gesamte Zeit einen Durchschnitt von 38,1 Kilometern pro Stunde. Außerdem brach Diseviscourt bei seinem Versuch noch die Rekorde über 100 Kilometer, 100 Meilen, 200 Kilometer, 200 Meilen, 300 Kilometer, 300 Meilen, 500 Kilometer, 500 Meilen und über 6 Stunden. Diese Rekorde wurde etwa ein Jahr später von Christoph Strasser gebrochen, der in 24 Stunden gut 1026 Kilometer zurücklegte.

## Erfolge
2023
- 1. in der Tour des Stations (1000 km)[17]

2020
- 3. im Race Around Austria[18]
- 24-Stunden-Weltrekord im Radfahren (915,39 Kilometer)[19]

2019
- Race Across France[20]
- Glocknerman[21] – Weltmeister im Ultraradmarathon
- Race Across Italy[22]

2018
- Race Across Italy
- Tortour

2017
- Dolomitics24

2016
- Race Across Italy

2015
- Tortour

2014
- Luxemburgische Zeitfahrmeisterschaft (Elite ohne Kontrakt)
- Race Across the Dolomites

2012
- Luxemburgische Zeitfahrmeisterschaft (Elite ohne Kontrakt)
- Tour du Mont Blanc

2011
- Luxemburgische Zeitfahrmeisterschaft (Elite ohne Kontrakt)
- Tour du Mont Blanc

2010
- Luxemburgische Zeitfahrmeisterschaft (Elite ohne Kontrakt)

2009
- Luxemburgische Zeitfahrmeisterschaft (Elite ohne Kontrakt)